# فاکسی براون (رپر)
اینگا دکارلو فونگ مارچند (زاده ۶ سپتامبر ۱۹۷۸)،  که بیشتر با نام هنری فاکسی براون شناخته می‌شود، خواننده رپ آمریکایی است. پس از امضای قرارداد با دف جم در سال ۱۹۹۶، اولین آلبوم خود را با نام بیماری نانا در اواخر همان سال در ۱۹ نوامبر ۱۹۹۶ منتشر کرد. این آلبوم توسط RIAA گواهی پلاتین دریافت کرد و بیش از ۷ میلیون نسخه در سراسر جهان فروخته‌است. او همچنین به همراه ناز، ای زد و
کورمگا (که بعداً توسط طبیعت جایگزین شد) بخشی از سوپرگروه هیپ هاپ The Firm بود. تنها آلبوم The Firm در سال ۱۹۹۷ وارد بازار شد و توسط دکتر دره، افترمث انترتینمنت منتشر شد. در سال ۱۹۹۹، دومین آلبوم او عروسک چینا، در صدر بیلبورد ۲۰۰ قرار گرفت و او را به دومین خواننده رپ زن تبدیل کرد که پس از لورین هیل در سال ۱۹۹۸ در صدر جدول قرار گرفت.
سومین آلبوم او سکوت شکسته در سال ۲۰۰۱ منتشر شد که شامل قطعه نامزد جایزه گرمی «Na Na Be Like» بود. در سال ۲۰۰۳، او دف جم را ترک کرد و انتشار آلبوم Ill Na Na 2 خود را لغو کرد، اما در سال ۲۰۰۵ هنگامی که جی-زی، رئیس و مدیر عامل شرکت لیبل، دوباره با او قرارداد امضا کرد تا کار روی آلبوم منتشر نشده دیگری به نام رزهای سیاه را آغاز کند. میکس او بروکلین دون دیوا در می ۲۰۰۸ منتشر شد و آلبوم تصویری او به نام King Soon Come برای انتشار در سال ۲۰۱۹ برنامه‌ریزی شده بود اما برای مدت نامحدودی به تعویق افتاد.
مارچند یک آمریکایی ترینیدادی-آمریکایی از داگلا (مخلوط آفریقایی-ترینیدادی و هندو-ترینیدادی) و تبار چینی-ترینیدادی است. او و دو برادر بزرگترش در پارک اسلوپ، یک محله طبقه متوسط در بروکلین بزرگ شدند. وقتی او چهار ساله بود والدینش از هم جدا شدند و خانواده اش نزد پدربزرگ مادری اش نقل مکان کردند. او بعداً به آکادمی کالج بروکلین رفت.